# Стівен Кребб
Стівен Кребб (англ. Stephen Crabb; нар. 20 січня 1973, Інвернесс, Шотландія) — британський політик-консерватор. Член Валійської консервативної партії. Член Палати громад від округу Preseli Pembrokeshire (Уельс) з 2005 року і Міністр з питань Уельсу в уряді Девіда Кемерона з липня 2014. З 2012 був Державним міністром з Вельсу.

## Життєпис
Кребб народився в Івернессі штлондкою. Виростав на батьківщині батька у Гейверфордвесті в Пемброкширі у Вельсі.
Він навчався у Бристольському університеті (бакалавр) і Лондонській школі бізнесу (MBA).
До обрання до парламенту, він працював консультантом з маркетингу. Він також працював у Національній раді молодих волонтерів і Торгово-промисловій палаті Лондона. Кребб був керівником Umubano, проекту соціальної допомоги Консервативної партії у Руанді та Сьєрра-Леоне.
Одружений, має двох дітей.